# Dior (značka)
Christian Dior SE, obvykle jen Dior (stylizovaně DIOR), je francouzský nadnárodní luxusní modní dům vlastněný miliardářem Bernardem Arnaultem, který rovněž vede společnost LVMH. Dior drží 42,36 % akcií a 59,01 % hlasovacích práv v rámci LVMH.
Společnost byla založena v roce 1946 francouzským módním návrhářem Christianem Diorem. Haute couture se věnuje zvláštní divize, Christian Dior Couture. Od roku 2023 je generální ředitelkou Christian Dior Couture Delphine Arnault.